# Япония на зимних Олимпийских играх 1932
Япония принимала участие в Зимних Олимпийских играх 1932 года в Лейк-Плесиде (США) во второй раз за свою историю, но не завоевала ни одной медали. 